# Юго-Камский машиностроительный завод

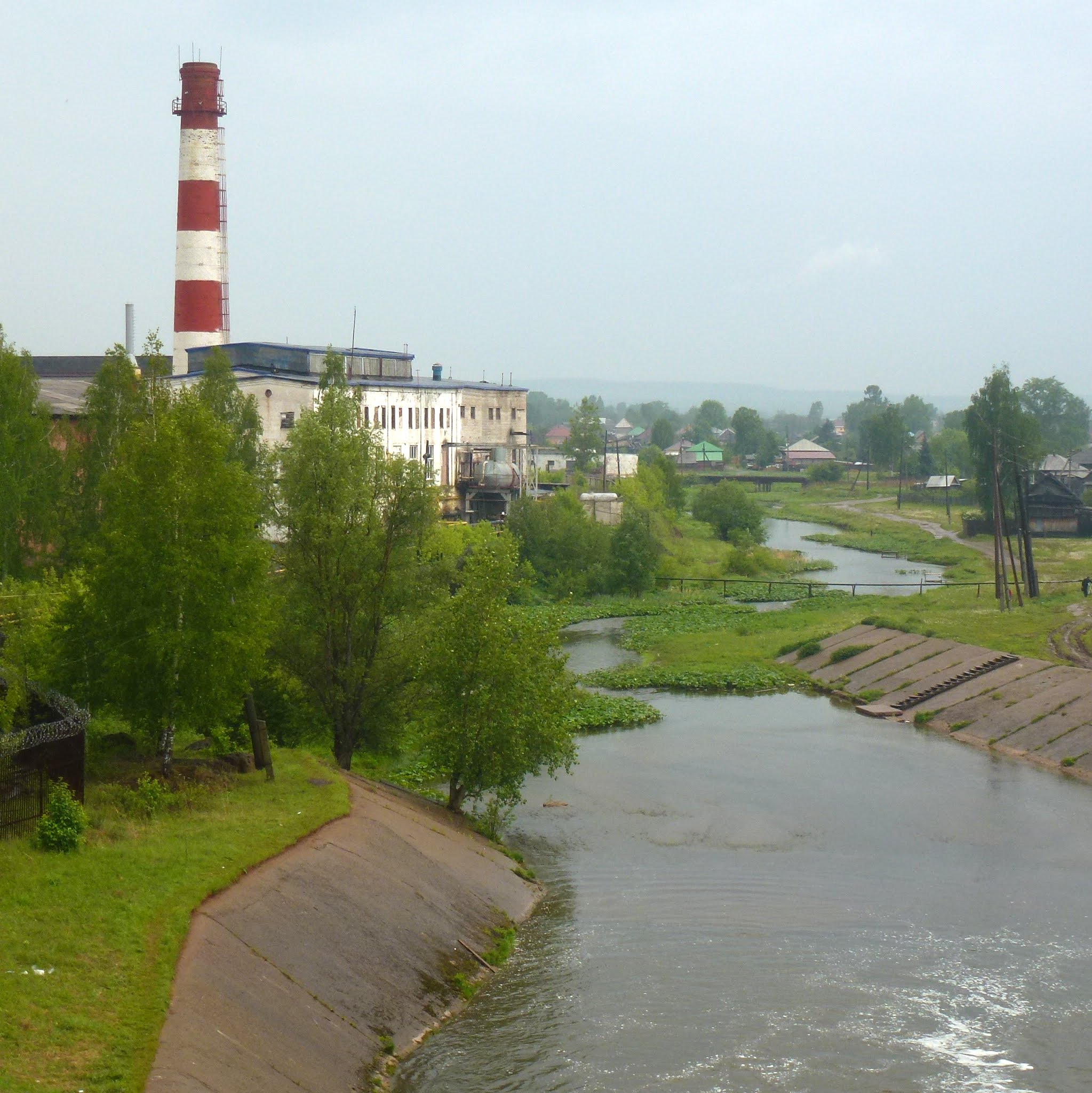
Корпуса завода

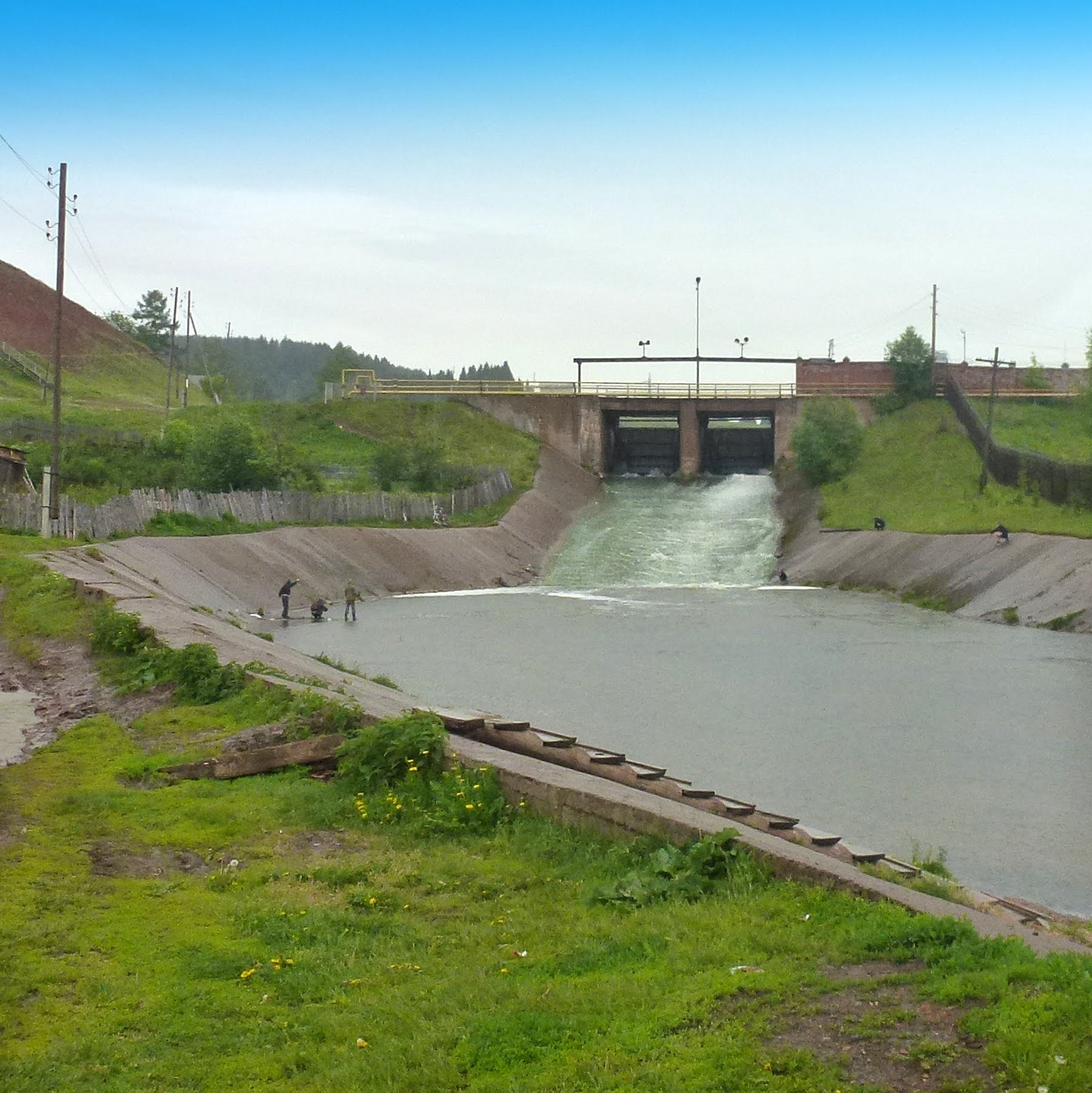
Заводская плотина

Юго-Камский машиностроительный завод имени Лепсе — российское машиностроительное предприятие, производитель нефтепромыслового оборудования и трубопроводной арматуры.

## История
Юго-Камский завод был основан в 1746 году братьями баронами Александром, Николаем и Сергеем Григорьевичами Строгановыми первоначально как медеплавильное и железоделательное предприятие. Рядом с заводом, расположенным на реке Юг, в 58 км к юго-западу от Перми, возник посёлок Юго-Камский.
После раздела наследства А. Г. Строганова завод перешёл во владение княгини В. А. Шаховской. После смерти княгини в 1823 году владелицей завод стала её внучка княгиня В. П. Бутер-Радоли. В 1864 году собственником стал её сын граф А. П. Шувалов. В дальнейшем завод принадлежал его наследникам.
Плавка меди производилась в 6 печах. В 1767 году было выплавлено 1600 пудов меди, в 1789 году — 288 пуд. В 1793 году выплавка меди прекратилась из-за истощения рудников. За весь период медеплавильного производства было произведено 44 368 пудов меди. В 1845 году на заводе было введено пудлингование. В 1860-е годы на были построены новые пудлинговые печи, паровые молоты, листокатальные, сварочные, тигельные печи, литейная мастерская с вагранкой, мартеновский цех. В 1883 году был установлен 2-тонный обжимной паровой молот, выписанный из Англии. В 1884 году было построено каменное здание прокатной фабрики. В качестве топлива, наряду с древесным углем, использовался антрацит. Организовано производство молотилок и приводов к ним. В начале XX века завод производил 400 тыс. пудов сортового железа, 120 тыс. ппудовуд кровельного железа, до 100 тыс. пудов посудного, сабанного, шабельного и иных сортов железа, а также молотилки, якоря, цепи и метизы.
После Октябрьской революции завод был национализирован, а в период гражданской войны разрушен. В 1924 году производство было восстановлено и продолжен выпуск сельскохозяйственных орудий. В 1930-е годы, после реконструкции предприятия, был налажен выпуск дорожных и строительных машин. После реконструкции предприятия в послевоенный период, завод стал специализироваться на выпуске нефтяного оборудования. На базе завод было создано ООО «Юго-Камский машиностроительный завод».
В начале 2000-х предприятие приобрели учредители Западно-Уральского машиностроительного концерна. В 2008 году между партнерами произошёл конфликт, а предприятие остановилось. К лету 2009 года долги по заработной плате достигли 40 млн руб., общая кредиторская задолженность — 800 млн руб. В январе 2010 года на ЮКМЗ введена процедура наблюдения. Общая рыночная стоимость заложенного имущества составляла 223,6 млн руб. Основными кредиторами выступили Сбербанк (202,1 млн руб.) и ЗАО «ЮниКредитБанк» (50,8 млн руб.). Решением Арбитражного суда Пермского края от 1 сентября 2010 года ООО «Юго-Камский машиностроительный завод» было признано банкротом. Открыто конкурсное производство сроком на 6 месяцев. Определением суда от 17 сентября 2010 года конкурсным управляющим был утверждён Черепанов Александр Андреевич. Определением Арбитражного суда Пермского края от 27 февраля 2012 года по делу № А50-32338/09 Черепанов Александр Андреевич был отстранён от исполнения обязанностей конкурсного управляющего, тем же судебным актом конкурсным управляющим назначен Грачев Вячеслав Николаевич.
Все торги признаны несостоявшимися за отсутствием заявителей. Завод исключён из ЕГРЮЛ в 2014 году.
По состоянию на 2017 год, завод заброшен и не эксплуатируется.
Организация в 2018 году была признана банкротом. В ноябре 2020 года в имущественный комплекс ЮКМЗ, в который входит 39 объектов, включая производственные здания  и окружающий завод забор, был  оценен  арбитражным управляющим в 64,8 млн руб.